# 闇金ウシジマくん外伝 らーめん滑皮さん
『闇金ウシジマくん外伝 らーめん滑皮さん』（やみきんウシジマくんがいでん らーめんなめりかわさん）は、原作：真鍋昌平、作画：山崎童々による日本の漫画。『やわらかスピリッツ』にて、隔週火曜日に連載されていた。

## 概要
真鍋昌平の代表作「闇金ウシジマくん（以下『ウシジマくん』）」に登場するヤクザ・滑皮、および情報屋・戌亥を主人公に置いたスピンオフ作品。
裏社会の合間に食べる料理を主眼に置いたグルメ路線だが、中盤以降はストーリー重視の展開が増えている。
『ウシジマくん』本編のキャラクターも多数登場（ただし丑嶋馨及びカウカウファイナンスの社員らは登場しない）し、後日談（もしくは前日談）が描かれている。時系列としては、「ヤンキーくん」編から「ヤクザくん」編の間に相当するエピソードが多いものの、中には矛盾が生じているケースもある。

## 登場人物

### 主要人物
滑皮秀信（なめりかわ ひでのぶ）
本作の主人公。猪背組幹部候補生。
横暴な態度が目立つが、戌亥や部下の誕生日を祝うなど仲間思いの一面も描かれる他、かつて熊倉に教わった特製ラーメンをご馳走することも。また、自暴自棄になった瑞樹を諭したり、チンピラの運転する車に自身のタクシーがぶつけられても弱腰の諸星に発破を掛けて追跡させるなど、侠気のある一面もある。
本編同様に食べ方は汚い。
戌亥（いぬい）
本作のもう1人の主人公。情報屋。滑皮に振り回されることが多いが、仕事は卒なくこなすためそれなりの信頼は得られている。反面、滑皮のことは心底疎ましく思っているが、滑皮の人望は認めてはいる。
序盤は彼視点で食事シーンが描かれることが多かった。
愛沢浩司（あいざわ こうじ）
暴走族「愛沢連合」の元ヘッド。妻子持ち。
「ヤンキーくん編」以降リハビリ生活を送っていたが、天生メソッドがきっかけで大金を手にし、昔からの夢だったラーメン屋を開く。
ラーメンに対しては真剣に取り組んでおり、その味は戌亥も評価している。
その甲斐もあって繁盛店となるが、そこに滑皮に目を付けられてしまい、かつてと同様に滑皮と組む事になってしまう。
かつてのトラウマから滑皮に対して怯えているが、一方で利用されたままじゃ終わらないという意気込みも持っている。それ故か滑川も時折脅しつつも愛沢のラーメンへの心意気は認めており、愛沢の危機を救ったこともある(これは愛沢という金蔓を失わないという理由が大きい)。
石塚ミノル（いしづか みのる）
ヤクザと関わりのある半グレ。通称：豚塚。
上納金が少ない事で焦る中、愛沢のラーメン屋を訪れた事で自らもラーメン屋を立ち上げる事にする。
そのラーメン自体は不味いものの、様々な高カロリーなトッピングを使用している事やホスト風の営業をしている事でそれなりに繁盛する。しかし、愛沢の店に妨害し、それによって滑皮への上納金が滞ったことから滑皮が雇った刺客によって店にトラックを突っ込まされ閉店することとなった上、勝手なシノギを行っていたことでヤクザを破門されてしまう。

### 暴力団関係者
猪背権蔵

鳩山大成

熊倉義道

豹堂

鹿島

般田

石原
元・愛沢連合のメンバー。腕っぷしが強く、万引やカツアゲの取り分でいつも愛沢に楯突いてきた。
店が繁盛したことを知り愛沢にタカリに来るが、居合わせた滑皮に襲い掛かろうとして返り討ちに合う。
その後滑皮に連れて行かれそうになるが愛沢に庇ってもらったことで事なきを得て、それをきっかけに愛沢を慕うようになる。
後に愛沢のラーメン屋の支店長となる。

### 一般人
G10
オサレ皇帝（エンペラー）。滑皮の手配で愛沢のラーメン屋のコンサルタントとなる。
中田広道
服飾系の専門学校生。G10の動画を見ている人々の一人として登場。
瑞樹
ホテトル嬢。「フーゾクくん編」での出来事がきっかけで自暴自棄になっており、闇スロにのめり込む程堕落していた。
その後滑皮と出会った事がきっかけで立ち直り、彼に紹介してもらったファッションヘルスで「瑞姫」の源氏名で働きNo.3の嬢となる。
宇津井優一
フリーター。コンビニでバイトしており、そこで同じバイト仲間の長谷川に惹かれるが、本性を知ってからはあっさり割り切った。
単行本にて「フリーターくん編」の前日譚である事が判明した。
諸星信也
タクシー乗務員。
佐古彰
下層ユーチューバー。
長谷川優梨愛
宇津井のアルバイト仲間。女子大生となっているが、実際は整形中毒の詐欺師。

## 書誌情報
- 原作：真鍋昌平・作画：山崎童々 『闇金ウシジマくん外伝 ラーメン滑川さん』 小学館〈ビッグコミックススペシャル〉、全5巻
  1. 2018年3月12日発売、ISBN 978-4-09-189838-8
  2. 2018年6月29日発売、ISBN 978-4-09-860032-8
  3. 2018年10月30日発売、ISBN 978-4-09-860171-4
  4. 2019年2月28日発売、ISBN 978-4-09-860257-5
  5. 2019年5月30日発売、ISBN 978-4-09-860346-6